# ノルトレーダ
ノルトレーダ（ドイツ語: Nordleda、低地ドイツ語: De Lee）は、ドイツ連邦共和国ニーダーザクセン州クックスハーフェン郡ザムトゲマインデ・ラント・ハーデルンに属す町村（以下、本項では便宜上「町」と記述する）である。

## 地理

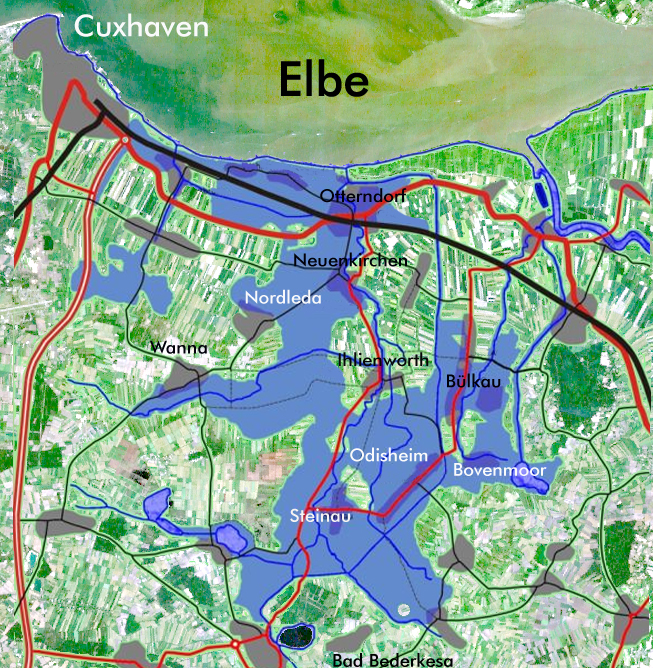
オッテルンドルフのグラマイヤー・シュタックの堤防が決壊して、4.5 m の「小規模な」洪水が起こった際の浸水地域（青色部分）

### 位置
ノルトレーダはニーダーエルベ地域（エルベ川下流域）に位置している。
エルベ川河口および北海に近いことから最大海抜 1 m のこの町は、高潮で堤防が損傷した場合には広範囲が水没する危険性がある。起こりうるシナリオがグラマイヤー・シュタックの論文に記載されている。
ヴィルスター川はノルトレーダに水源を持つ。この川はメデム川に合流するまでに多くの水路を集める。この町は広大な農地とアスビュッテラー・モール自然保護地区を有している。

### 自治体の構成
ノルトレーダは、フレーゼンヘルネ、ヘーリングスコープ、カンペン、ミッテルタイル、ノイアー・ヴェーク、オーバーヴェッテルン、オスターエンデ、ヴェスターエンデの各地区で構成されている。

### 隣接する市町村
ノルトレーダは、東はノイエンキルヒェン、南東はイーリエンヴォールト、南はヴァナ、西から北にかけてはクックスハーフェンと境を接している。

## 歴史

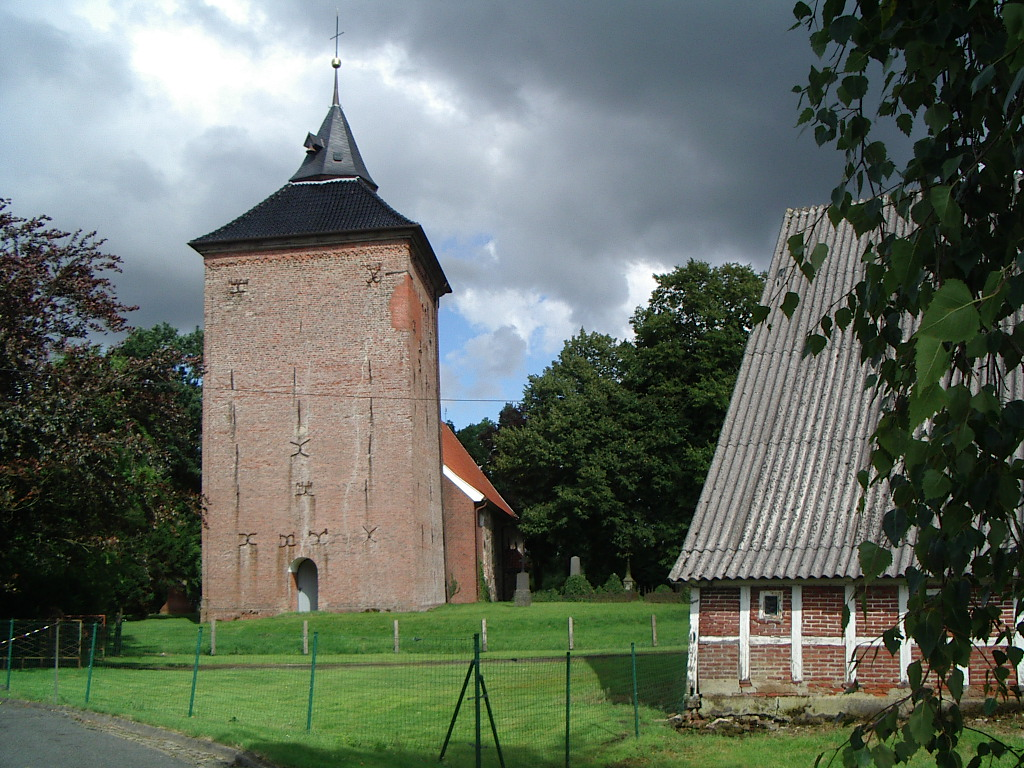
聖ニコライ教会の塔

ノルトレーダは1312年に初めて文献に記録されているが、これ以前の1200年頃に聖ニコラウスに捧げられた教会が完成した。

## 住民

### 人口推移
| 年   | 1910  | 1939 | 1950  | 1961  | 1968  | 1970  | 1987  | 1990  | 1995  | 2000  | 2005  | 2010  | 2015  |
| ---- | ----- | ---- | ----- | ----- | ----- | ----- | ----- | ----- | ----- | ----- | ----- | ----- | ----- |
| 人口 | 1,104 | 0937 | 1,687 | 1,270 | 1,235 | 1,226 | 1,168 | 1,176 | 1,143 | 1,211 | 1,175 | 1,138 | 1,084 |

## 行政

### 議会
ノルトレーダの町議会は、11人の議員で構成されている。これは人口 1,001人から2,000人のザムトゲマインデに属す町村の議員定数である。議員は5年ごとに住民の選挙で選出される。

### 首長
町議会は、議員のウーヴェ・ボーム（CDU）を任期中の名誉職の市長に選出した。

### 紋章
町の紋章は、1938年に町議会で採択された。
図柄: 赤地で、基部は緑。基部を銀の波帯が貫いている。主部は銀の三角図形をはさんで銀の星が3つ（2:1に配置）描かれている。
解説: 緑の基部に描かれた川は、ノルトレーダの町の成り立ちを説明している。この地の最初の集落は、古いレー川の自然流路沿いに形成された。紋章上部の3つの星を持つ三角図形はラッペ家の紋章に由来する。古い年代記には、ラッペ家がノルトレーダの最初の、最も尊敬されるジッペであると記されている。騎士コンラート・ラッペは1342年にノルトレーダの聖ニコライ教会の守護権を有していた。1395年のリッツェビュッテル陥落後、ノルトレーダのラッペ家は衰退した。

## 文化と見所

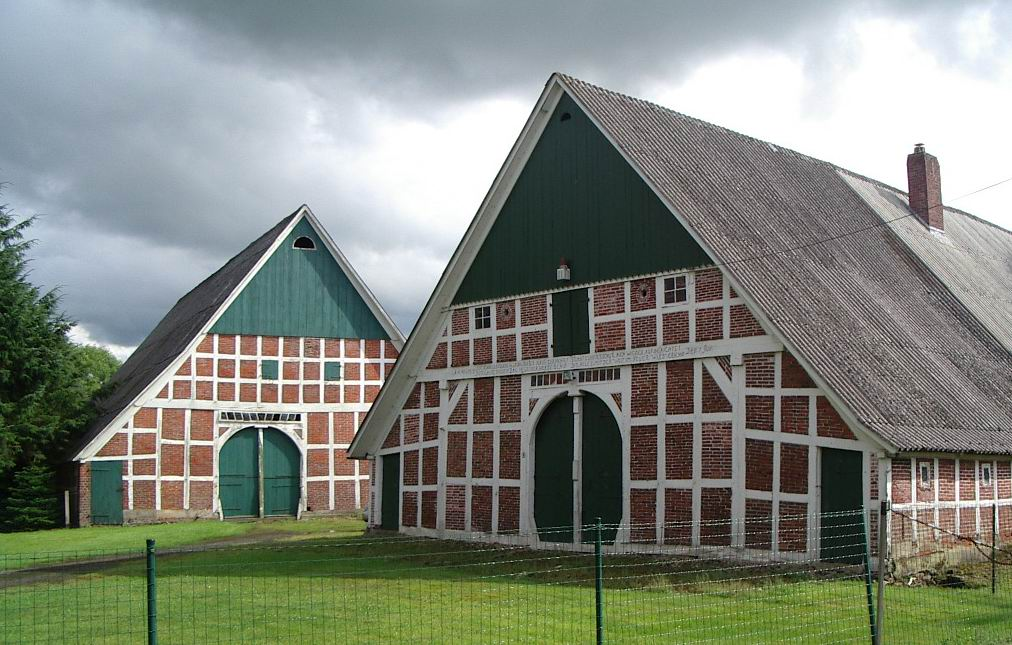
ノルトレーダの農家

### 建築物
- 聖ニコライ教会
- ハードラー物語の径: この自転車道の32のステーションにはラント・ハーデルンの物語が紹介されている。

## 経済と社会資本

### 交通
ノルトレーダには交通技術上の重要性はない。広域交通網はこの町を通っていない。州道 L118号線がこの町を通っており、ヴァナ、ノイエンキルヒェン、オッテルンドルフとを結んでいる。

## 関連文献
- Heiko Völker; Fritz Hörmann et al. (Dezember 1995). Volksbank Cuxhaven-Hadeln eG.. ed. Chronik der Gemeinde Nordleda. Nordleda
- Männer vom Morgenstern, ed (1999). „Hake Betken siene Duven“ – Das Sagenbuch von Elb- und Wesermündung. Bremerhaven. ISBN 978-3-931771-16-4

これらの文献は、翻訳元であるドイツ語版の参考文献として挙げられていたものであり、日本語版作成に際し直接参照してはおりません。